# Pioneer Valley Railroad
Die Pioneer Valley Railroad (AAR-reporting mark: PVRR) ist eine Class-3-local railroad-Bahngesellschaft, die seit 1982 Schienengüterverkehr im Westen des US-Bundesstaats Massachusetts erbringt. Das Tochterunternehmen der Gulf and Atlantic Railways besitzt zwei Strecken mit einer Gesamtlänge von 27 km.

## Geschichte
Das an der Ost-West-Verbindung Worcester–Albany gelegene Westfield und das gut 18 km nördlich gelegene Easthampton waren seit 1848 durch die Bahnstrecke New Haven–Shelburne Junction der New Haven and Northampton Company verbunden, die ab 1. April 1887 an die New York, New Haven and Hartford Railroad (NH) verpachtet wurde. Easthampton war ab 1871 zudem über die fünf Kilometer lange Bahnstrecke Mount Tom–Easthampton der Connecticut River Railroad erreichbar, die ab 1. Januar 1893 von der Boston and Maine Railroad (B&M) betrieben wurde. Zwischen Westfield und Holyoke bestand ab Oktober 1871 die 16,6 km lange Bahnstrecke Westfield–Holyoke, die ebenfalls durch die New Haven and Northampton und ab 1887 durch die NH betrieben wurde. Die Strecken dienten ab den 1920er-Jahren ausschließlich dem Güterverkehr. Ende 1968 übernahm Penn Central die NH und wurde nach Insolvenz wiederum zum 1. April 1976 in die Consolidated Rail Corporation (Conrail) überführt.
Penn Central hatte 1969 und 1976 die südlich in Westfield und nördlich in Easthampton anschließenden Streckenabschnitte stillgelegt. Conrail und die Holding Pinsly Railroad Company vereinbarten 1982 den Verkauf der beiden nördlich von Westfield verbliebenen Streckenteile an Pinsly. Die dazu gegründete, nach dem lokalen Abschnitt des Connecticut-River-Tals benannte Gesellschaft Pioneer Valley Railroad (PVRR) übernahm die Infrastruktur im Juli 1982. Zudem erwarb die PVRR 1982 auch die Verbindung Easthampton–Mount Tom von der B&M. Westfield wurde zum Übergabebahnhof zwischen PVRR und Conrail, während in Holyoke eine vergleichsweise selten genutzte Möglichkeit zum Wagentausch mit der B&M bestand. In Mount Tom, wo die Gleise der PVRR und B&M ebenfalls verbunden waren, wurden planmäßig keine Wagen übergeben.
Nachdem nördlich von Southampton nur geringes Frachtaufkommen bestand, nutzte die PVRR die etwa sieben Streckenkilometer von dort bis Easthampton sowie die anschließende Strecke nach Mount Tom bereits ab 1983 nicht mehr. Die formale Stilllegung der Strecke Easthampton–Mount Tom wurde am 10. März 1998 genehmigt. Der Streckenabschnitt zwischen dem nördlichen Stadtrand von Westfield und Southampton wird etwa seit der Jahrtausendwende nicht mehr genutzt, ist jedoch trotz teilweise abgebauter Gleise bisher nicht stillgelegt.
In Holyoke wurde die Verbindung zwischen PVRR und der 1983 in das Guilford Rail System – seit 2005 Pan Am Railways – überführten B&M ab etwa Ende der 1990er-Jahre nicht mehr genutzt und verfiel in den Folgejahren. 2018 und 2019 wurde die Verknüpfung unter Nutzung eines 0,495 Millionen Dollar-Zuschusses des Bundesstaats wiederhergestellt.
Am 19. August 2023 wurde vereinbart, dass die Holding Gulf and Atlantic Railways vorbehaltlich der Zustimmung des Surface Transportation Boards die PVRR von Pinsly übernimmt.

## Infrastruktur

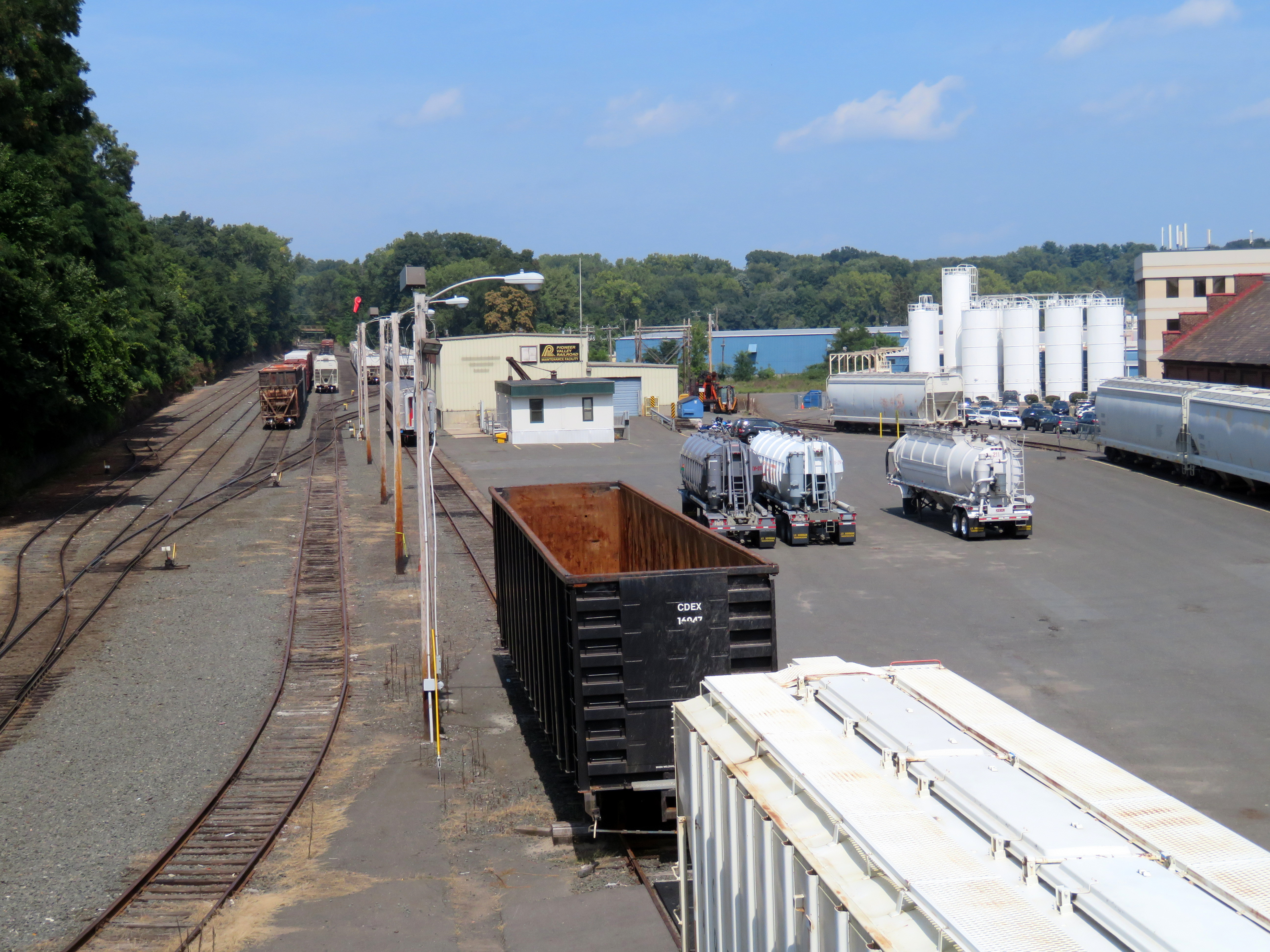
Westfield Yard im August 2018

Die PVRR ist Eigentümer und Betreiber der 16,6 km langen Bahnstrecke Westfield–Holyoke sowie eines rund 10 km langen Abschnitts der Bahnstrecke New Haven–Shelburne Junction zwischen Westfield und Southampton, der allerdings nur im Stadtgebiet von Westfield genutzt wird.

## Verkehr
Mitte der 1990er-Jahre beförderte die PVRR etwa 2500 Güterwagen pro Jahr, mit denen unter anderem Holz, Plastikgranulat, Basalt und Industriegüter transportiert wurden.
Mit Stand Frühjahr 2020 hatte die PVRR 14 regelmäßige Frachtkunden in Westfield und Holyoke, die unter anderem Holz, Papier, Salz, Plastikgranulat, Haus- und Papiermüll sowie Flüssiggas befördern lassen. In Westfield betreibt das zur Pinsly-Firmengruppe zählende Unternehmen Railroad Distribution Services eine Anlage zur Lagerung und zum Umschlag verschiedener Güter zwischen Bahn und Lkw.

## Fahrzeuge
Bei Betriebsaufnahme standen der PVRR zwei EMD SW1- und eine ALCO S-2-Diesellokomotive zur Verfügung. 1985 erwarb die PVRR vier in den 1970er-Jahren aus EMD F7 neu aufgebaute CF7-Diesellokomotiven von der Atchison, Topeka and Santa Fe Railway. Drei Fahrzeuge (mit den Nummern 2558, 2597, 2647) sind bis heute dort im Einsatz; die vierte Maschine (Nummer 2565) wurde an eine Pinsly-Schwestergesellschaft in Florida abgegeben. Ergänzt wird der Triebfahrzeugbestand durch zwei EMD GP9.
Zur Wartung der Fahrzeuge werden Anlagen in Westfield genutzt.